# Musikverein

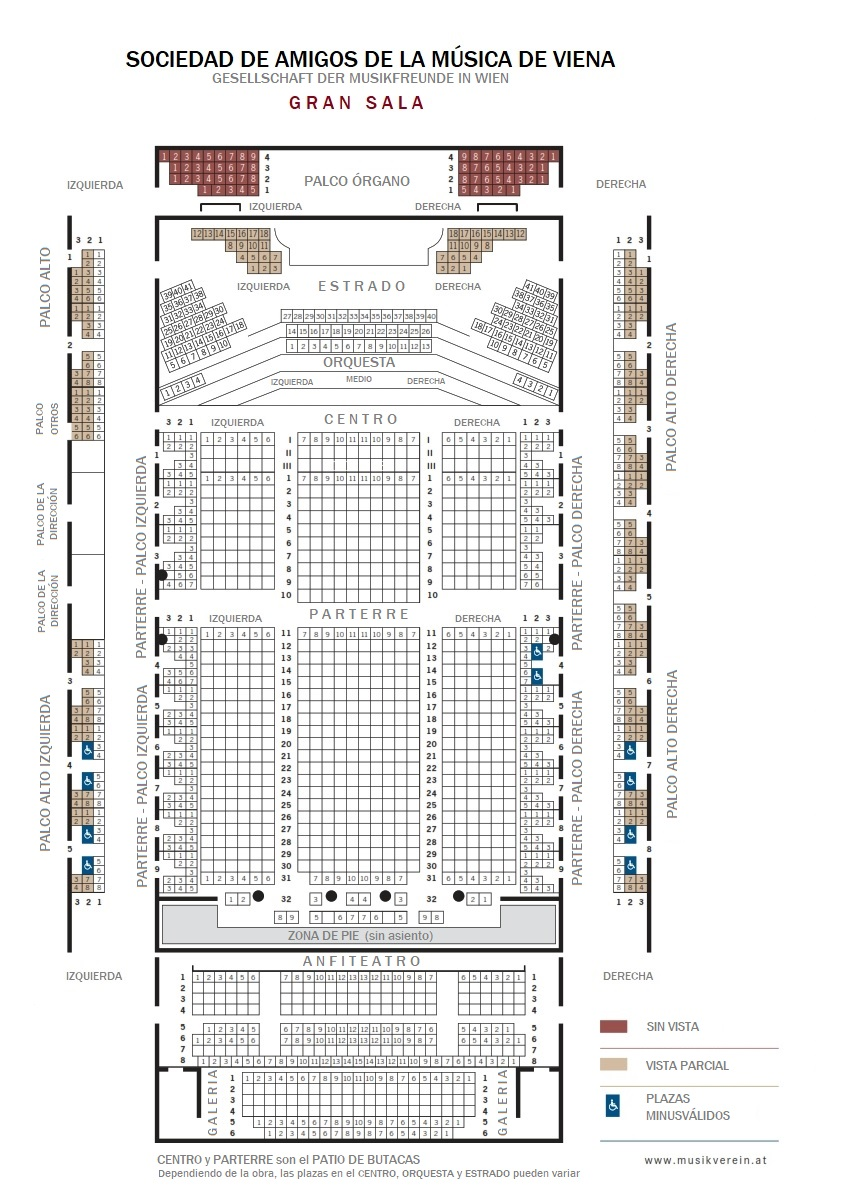
Gran Sala del MUSIKVEREIN

El Wiener Musikverein (‘Asociación musical de Viena’) es un edificio situado en Viena, Austria, que alberga varias salas de conciertos y otras instituciones musicales, y que se abrió al público el 6 de enero de 1870. La sala principal, llamada Goldener Saal (‘Sala dorada’), es famosa por su acústica, que la sitúa entre las tres mejores salas del mundo en lo que respecta a la sonoridad. Dicha sala acoge conciertos de las principales orquestas sinfónicas del mundo, destacando los conciertos de abono de la Orquesta Filarmónica de Viena.
El edificio fue construido por la Gesellschaft der Musikfreunde (‘Sociedad de amigos de la música’), a la que pertenece. El solar que ocupa fue donado por el emperador Francisco José I, y el proyecto se encargó al arquitecto danés Theophil von Hansen, que se inspiró en el clasicismo griego. Al cabo de poco tiempo, el edificio recibió el nombre de Musikverein (‘club de música’). El edificio está considerado como Denkmalgeschütztes Objekt (‘Bien de interés patrimonial’).

## Las salas de conciertos
La Große Saal o Goldener Saal (Sala grande o Sala dorada) tiene 48 m de longitud, 19 m de anchura y 18 m de altura. Cuenta con 1744 asientos y unas 300 plazas de pie. Desde el momento de su inauguración hasta la actualidad, su calidad acústica ha sido considerada excepcional como resultado de la forma rectangular, el recubrimiento de madera, el espacio hueco bajo el suelo de madera, que actúa como caja de resonancia, el falso techo, también de madera, colgado del forjado, etc.

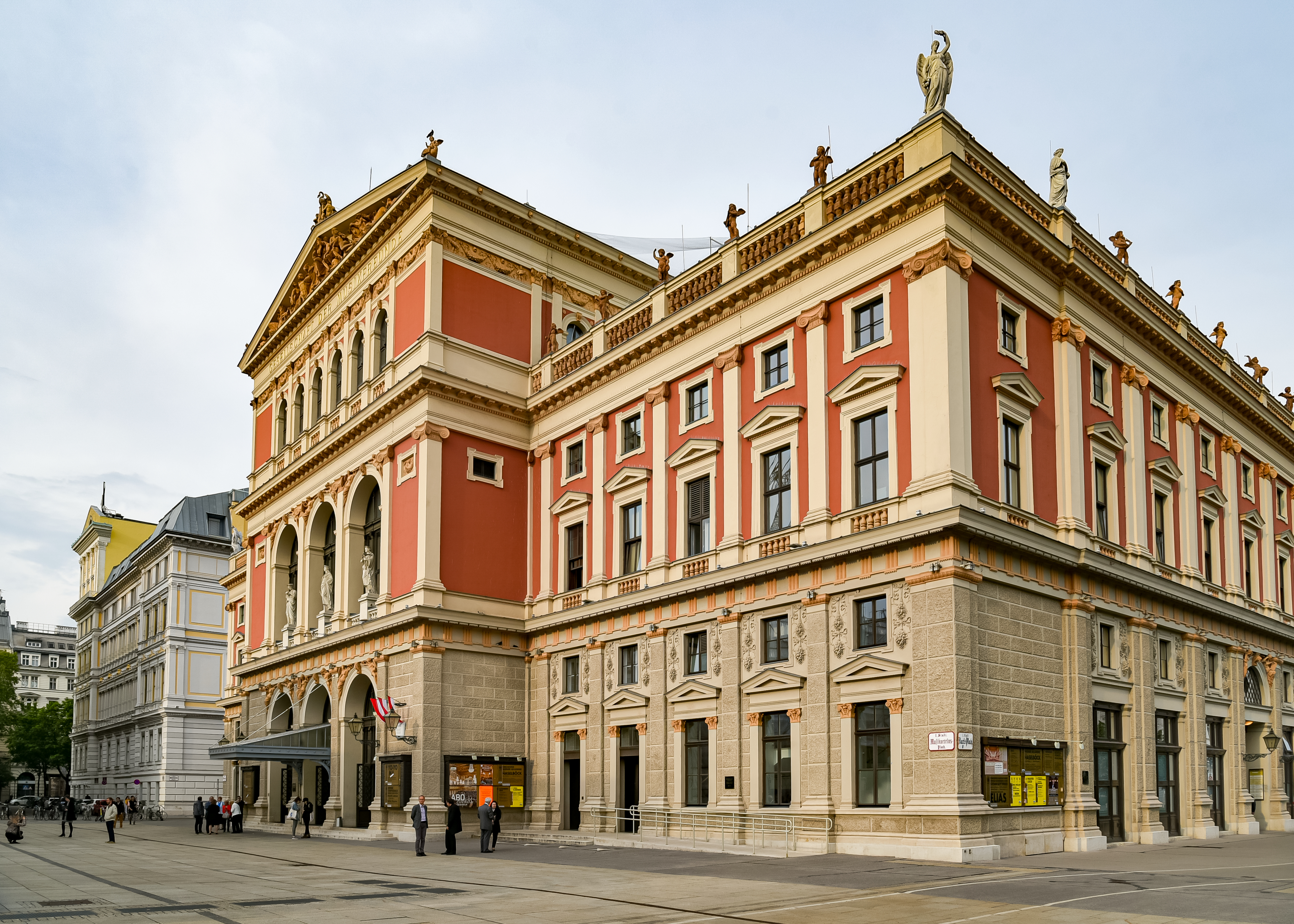
Fachada principal

La sala de cámara, conocida desde 1937 como Brahms-Saal, con unas 600 plazas, fue muy pronto reconocida como un lugar ideal para conciertos de música de cámara y recitales. La Gottfried von Einem Saal, conocida hasta 1994 como "Kammersaal" se utiliza como sala auxiliar de la Brahms Saal.
Desde 2004, el edificio dispone de otras cuatro salas más pequeñas, construidas bajo tierra, en las que se programan distintos tipos de actuaciones, recitales, conferencias, cursos, etc. y que disponen de modernas instalaciones técnicas para estos fines:
- Magna Auditorium, o Gläsener Saal ("sala de cristal"), con 380 plazas.
- Metallener Saal ("sala de metal"), con 126 plazas.
- Horst Haschek Auditorium, o Steinerner Saal ("sala de piedra"), con 70 plazas.
- Hölzener Saal ("sala de madera"), con 80 plazas.

## Otras instituciones

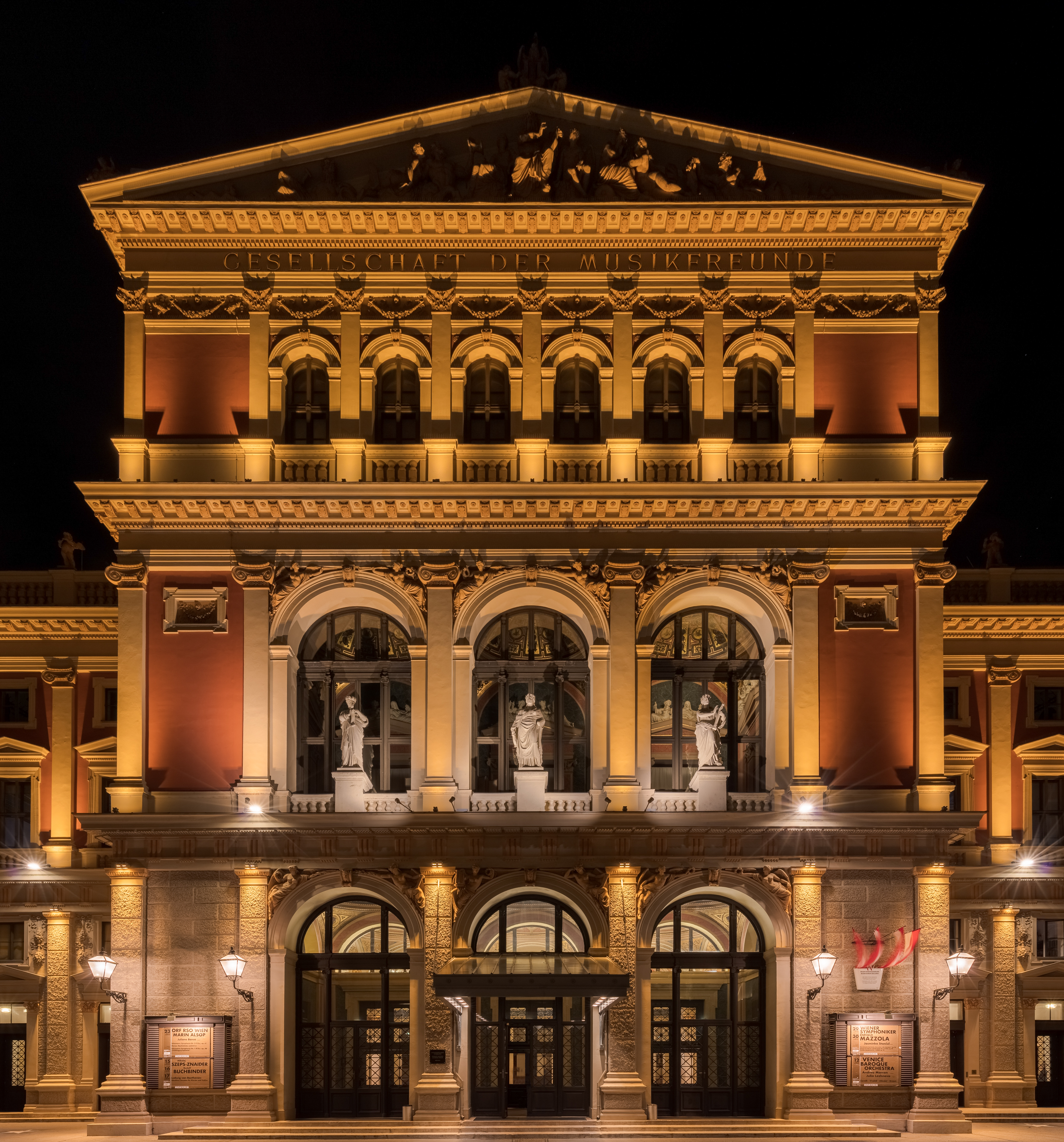
Vista nocturna de la entrada (2020).

El Musikverein albergó, desde su apertura hasta 1909, la Academia de Música de la Gesellschaft der Musikfreunde, en la que estudiaron, entre otros, Gustav Mahler, Alexander von Zemlinsky, Leoš Janáček o Hugo Wolf, y de la que Anton Bruckner fue profesor de Armonía, Contrapunto y órgano. Además, contiene el archivo y biblioteca de la Gesellschaft der Musikfreunde, que es una de las principales colecciones musicales del mundo, con manuscritos y primeras ediciones de todos los grandes compositores que han pasado por Viena, desde Mozart, Beethoven y Haydn hasta Mahler, Johann Strauss, Richard Strauss o Alban Berg.
Otras instituciones que tienen su sede en el edificio son la editorial musical Universal Edition, el fabricante de pianos Bösendorfer, la Sociedad Coral Masculina de Viena (Wiener Männergesangverein), que encargó y estrenó la primera versión del vals El Danubio azul. Además es sede del clásico Concierto de Año Nuevo del 1 de enero de cada año, que interpreta la Orquesta Filarmónica de Viena y que organiza parte de su serie de conciertos de abono en la Sala Dorada desde 1870.

## Enlaces relacionados
- Wikimedia Commons alberga una categoría multimedia sobre Musikverein.
- Web Oficial (en alemán e inglés)
- Web oficial de la Filarmónica de Viena (alemán e inglés)
- Web del Archivo, Biblioteca y Colecciones de la Gesellschaft der Muikfreunde Archivado el 27 de septiembre de 2007 en Wayback Machine.
- Imágenes de postales antiguas en "Carthalia"

- Datos: Q686720
- Multimedia: Musikverein, Vienna / Q686720